# Impero (Rebsorte)
Impero ist eine Tafeltraubensorte. Sie ist eine Züchtung zwischen Muscat de Hambourg x Ciclopica. Die Kreuzung erfolgte im Jahre 1925 in Rom durch den Züchter Alberto Piròvano. 
Siehe auch den Artikel Weinbau in Italien sowie die Liste von Rebsorten.
Abstammung: Muscat de Hambourg x Ciclopica.

## Synonyme
Die Rebsorte Ciclopica ist auch unter den Namen Empero, I.P. 264 und Pirovano 264 bekannt.

## Ampelographische Sortenmerkmale
In der Ampelographie wird der Habitus folgendermaßen beschrieben:
- Die Triebspitze ist offen. Sie ist weißwollig behaart und von karminroter Farbe. Die Jungblätter sind leicht wollig behaart und kupferfarben gefleckt (Anthocyanflecken).
- Die Blätter sind fünflappig (seltener sieben- oder neunlappig) und deutlich gebuchtet (siehe auch den Artikel Blattform). Die Stielbucht ist lyrenförmig geschlossen. Das Blatt ist spitz gesägt. Die Zähne sind im Vergleich zu anderen Rebsorten eng gesetzt. Die Blattoberfläche (auch Blattspreite genannt) ist in der Nähe der Blattbucht blasig derb.
- Die walzenförmige Traube mittelgroß bis groß und dichtbeerig. Die länglichen Beeren sind sehr groß und von weißlicher Farbe, die bei Vollreife ins bronzefarbene wechseln kann. Die Beerenhülse ist dünn. Die Beeren sind duftig und verfügen über ein Muskat-Aroma.

Die Sorte reift ca. 30 Tage nach dem Gutedel und gilt somit als spätreifend. Impero ist eine Varietät der Edlen Weinrebe (Vitis vinifera). Sie besitzt zwittrige Blüten und ist somit selbstfruchtend. Beim Weinbau wird der ökonomische Nachteil vermieden, keinen Ertrag liefernde, männliche Pflanzen anbauen zu müssen.